# Мали Връх при Прежганю
Мали Връх при Прежганю (на словенски: Mali Vrh pri Prežganju) е село в Словения, регион Средна Словения, община Любляна. Според Националната статистическа служба на Република Словения през 2015 г. селото има 98 жители.